# Robert Waterman
Robert Whitney Waterman, född 15 december 1826 i Fairfield i New York, död 12 april 1891 i San Diego i Kalifornien, var en amerikansk republikansk politiker.

## Biografi
Robert Waterman flyttade 13 år gammal till Illinois. Där gifte han sig 1847 med Jane Gardner. Han flyttade 1850 till Kalifornien men återvände följande år till Illinois, där han var med om att grunda republikanerna i Illinois. Han stödde Abraham Lincoln i presidentvalet i USA 1860. Han flyttade 1873 på nytt till Kalifornien.
Han var viceguvernör i Kalifornien 1887 och guvernör 1887–1891. Han tillträdde som guvernör efter att Washington Bartlett avlidit. Waterman valde att inte kandidera till omval på grund av dålig hälsa.